# Andrei Sergejewitsch Woinowski
Andrei Sergejewitsch Woinowski (russisch Андрей Сергеевич Войновский; * 20. April 1959 in Moskau; † 20. August 2015 in Partenit, Autonome Republik Krim) war ein sowjetischer Filmschauspieler und russischer Romanautor.

## Leben und Leistungen
Andrei Woinowski, Sohn von Sergei Woinowski und Walentina Woinowskaja, wurde in der Sowjetunion als Kinderdarsteller bekannt. Er gab den Hauptcharakter in Boris Ryzarews 1969 gedrehtem, aber erst Jahre später veröffentlichtem Märchenfilm Die schöne Wassilissa. Der Regisseur hatte den Jungen zufällig auf der Straße gesehen und nach erfolgreichen Probeaufnahmen verpflichtet. Auf dieses Debüt folgten zunächst eine Synchronsprechrolle in der aserbaidschanischen Produktion Yeddi oğul istərəm und einer Bühnenaufzeichnung, die auf Der Hund von Baskerville basierte (beide 1971). Sein bekanntestes Engagement hatte Woinowski mit Ilja Abramowitsch Fres' Komödie Чудак из пятого "Б" (Tschudak is pjatogo "B", 1972). Im Lauf der 1970er Jahre war er noch in Nebenrollen in der Rodari-Adaption Чиполлино (Tschipollino, 1973), dem Dreiteiler Кортик (Kortik, 1974) nach einem Roman Anatoli Rybakows, dem Fernsehfilm Никушор из племени ТВ (Nikuschor is plemeni TW, 1975) und dem erfolgreichen Kinderfilm Das haben wir noch nicht durchgenommen (1976) zu sehen.
Später besuchte Woinowski das Staatliche Institut für Theaterkunst, wo Ljudmila Iwanowna Kasatkina, Sergei Nikolajewitsch Kolosow und Wladimir Naumowitsch Lewertow seine Lehrer waren. Nach dem Abschluss 1983 spielte er bis zum Ende der Sowjetunion in sieben weiteren Spielfilmen, ohne jedoch noch einmal als Hauptdarsteller in Erscheinung zu treten. Seine meisten Rollen gab er für Werke des Mosfilmstudios.
In den 2000er Jahren begann Woinowski eine Laufbahn als Romanautor. Insbesondere Врачеватель. Олигархическая сказка (Wratschewatel. Oligarchitscheskaja skaska, 2007) und dessen 2008 erschienene Fortsetzung erlangten Bekanntheit.
Im Sommer 2015 verlebte Woinowski mit Freunden einen Urlaub auf der Krim. Während einer Feier brach ein Streit aus, in dessen Folge ein alkoholisierter Teilnehmer einen anderen Mann niederstach. Als Woinowski und die weiteren Anwesenden schlichten wollten, wurden auch sie angegriffen. Der ehemalige Darsteller erlitt schwere Verletzungen und konnte trotz einer Notoperation nicht gerettet werden; mit ihm starben zwei weitere Personen. Woinowskis Leichnam wurde eingeäschert und neben seinen Eltern auf dem Wagankowoer Friedhof, Abschnitt 43, beigesetzt. Die Grabsteininschrift erinnert an seine Rolle in Tschudak is pjatogo "B".

## Filmografie (Auswahl)
- 1972: Fragt mich nicht nach Giraffen (Чудак из пятого "Б")
- 1973: Чиполлино (Tschipollino)
- 1974: Кортик (Kortik) (Dreiteiler)
- 1975: Никушор из племени ТВ (Nikuschor is plemeni TW) (Fernsehfilm)
- 1976: Die schöne Wassilissa (Alternativtitel: Die Hexe Akulina) (Wesjoloje wolschebstwo)
- 1976: Das haben wir noch nicht durchgenommen (Eto my ne prochodili)
- 1983: Трое на шоссе (Troje na schosse)
- 1983: Человек на полустанке (Tschelowek na polustanke)